# Le Thil-Riberpré
Le Thil-Riberpré – miejscowość i gmina we Francji, w regionie Normandia, w departamencie Sekwana Nadmorska.
Według danych na rok 1990 gminę zamieszkiwały 204 osoby, a gęstość zaludnienia wynosiła 20 osób/km² (wśród 1421 gmin Górnej Normandii Le Thil-Riberpré plasuje się na 697. miejscu pod względem liczby ludności, natomiast pod względem powierzchni na miejscu 338.).